# András Kállay-Saunders
András Kállay-Saunders (nacido el 28 de enero de 1985 en Nueva York, Estados Unidos), conocido también como Kállay-Saunders, es un cantante, compositor y productor musical húngaro-estadounidense. Representó a Hungría en el Festival de la Canción de Eurovisión 2014 en Copenhague, Dinamarca, con la canción Running.

## Primeros años
András Kállay-Saunders nació en la ciudad de Nueva York, en los Estados Unidos. Es hijo de la modelo húngara Katalin Kállay, de ascendencia noble, y del cantante de soul y productor estadounidense Fernando Saunders.
A lo largo de la mayor parte de su infancia, su padre estuvo de gira por el mundo, compartiendo escena con leyendas como Luciano Pavarotti, Jeff Beck, Lou Reed y muchos más y, en ocasiones, Fernando llevaba a su hijo consigo para aprender. Así lo llevó a Detroit y le mostró cómo había comenzado todo; las esquinas donde cantaba y los lugares donde actuaba.
En 2011, András decidió visitar Hungría para estar con su abuela que se encontraba enferma. Durante su visita al país, grabó un comercial de televisión buscando cantantes con talento para la audición del concurso musical Megasztár.

## Carrera

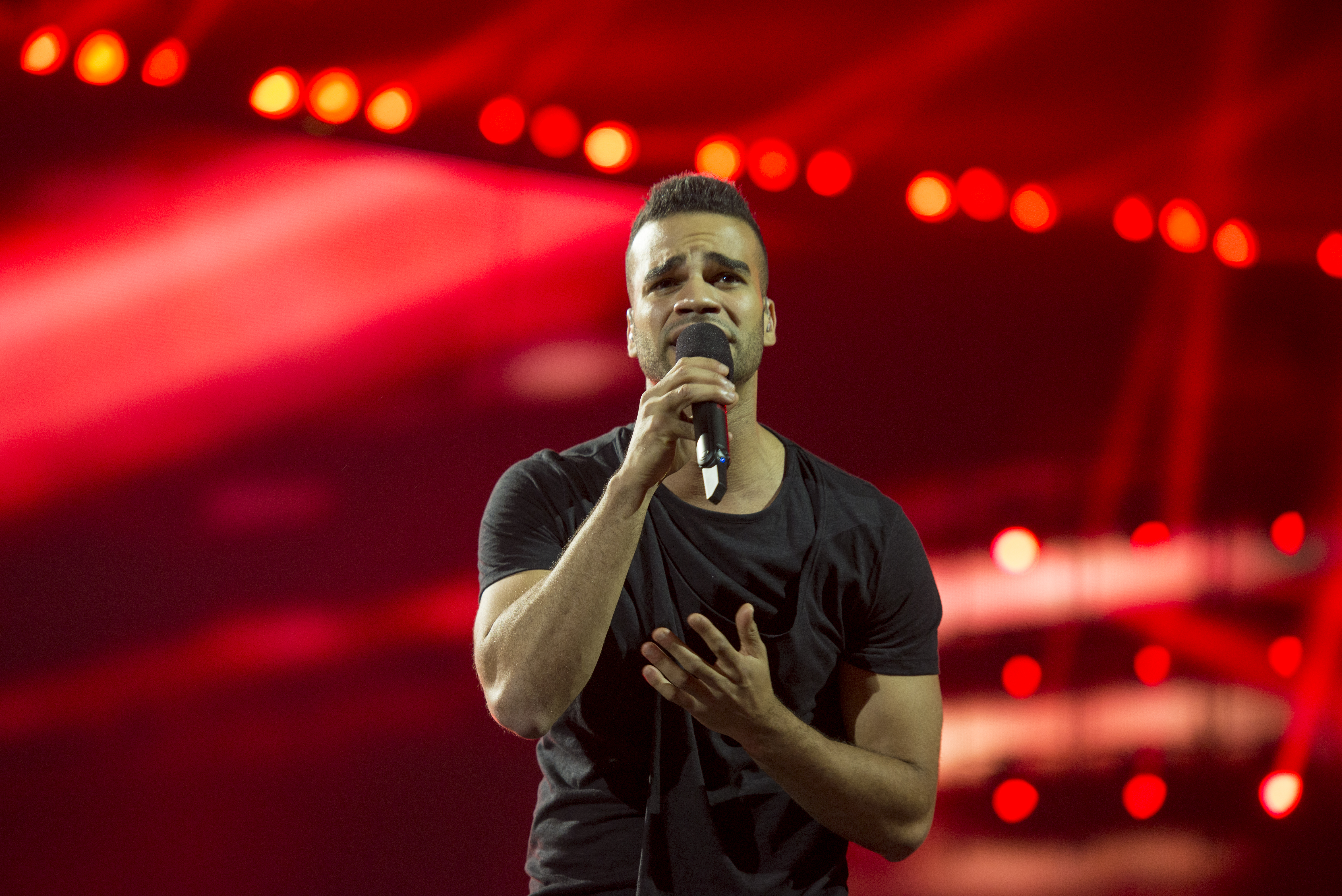
Kállay-Saunders representando a Hungría durante un ensayo del Festival de la Canción de Eurovisión 2014.

Después de que terminara en el cuarto lugar del concurso cazatalentos, firmó contrato con Universal y se mudó permanentemente a Hungría. Ha lanzado dos sencillos con Universal, titulados Csak veled ('Solo contigo') y I Love You, convirtiéndose ambos en smash hits en Hungría, alcanzando las posiciones #7 y #2 en el top 40 nacional y Billboard, respectivamente.
En agosto de 2012, colaboró con el rapero y productor sueco Rebstar American DJ Pain 1, en su sencillo Tonight, que alcanzó el #4 en el top 40 húngaro, convirtiéndose en su tercer single hit que quedara entre los diez mejores.
En noviembre de 2012, Kállay anunció su salida de Universal y firmó nuevo contrato discográfico con un sello sueco.
El 20 de diciembre de 2012, lanzó su sencillo My Baby que también sirvió su presentación en el concurso de preselección nacional para el Festival de Eurovisión, A Dal ("La Canción"). El 9 de febrero, interpretó la canción en el concurso, obteniendo 48 puntos de un máximo de 50, otorgados por el jurado nacional. Tras la actuación, el sencillo My Baby catapultó a #1 en el iTunes húngaro. El video musical de la canción se lanzó el 8 de febrero de 2013, bajo la dirección de Tiki Pictures. El 11 de abril de 2013, el sencillo logró el #1 también en el top 40 de radio.

## Eurovisión 2014
Kállay representó a Hungría en el Festival de la Canción de Eurovisión 2014 que tuvo lugar en Copenhague, Dinamarca, obteniendo en la final un 5° puesto con 143 puntos.

## Vida personal
Kállay mantiene una relación con la cantante y ganadora de Megasztár, Renata Tolvai.

## Discografía

### Álbumes
- Delivery Boy (próximamente)

### Sencillos
- Csak veled ("Solo contigo") (2011)
- I Love You (2012)
- Tonight ft. Rebstar (2012)
- My Baby (2013)
- Play My Song ft. Rebstar (2013)